# Фернандо Пачеко
Фернандо Пачеко (ісп. Fernando Pacheco, нар. 18 травня 1992, Бадахос) — іспанський футболіст, воротар клубу «Еспаньйол».

## Клубна кар'єра
Народився 18 травня 1992 року в місті Бадахос. Пачеко грав за два місцевих клуби до потрапляння до клубної системи «Реал Мадрид» у 2006 році, у віці 14 років. Першу офіційну гру за команду з системи клубу, «Реал Мадрид C», він зіграв 28 серпня 2011 року в матчі Терсери проти «Райо Махадаонда»..
20 грудня 2011 року воротар дебютував у складі третьої команди «Реала», вийшовши на заміну замість Антоніо Адана у матчі з «Понферрадіною» у Кубку Іспанії 2011/2012, він пробув на полі 8 хвилин. У сезоні 2012/13 Фернандо продовжив грати у третій команді клубу, іноді викликався у другу, дебютувавши в Сегунді 2 червня 2013 року в матчі проти «Алькоркона», який закінчився перемогою з рахунком 4:0.
2014 року «Реал Мадрид» включив Пачеко в заявку на виграний Клубний чемпіонат світу як третього воротаря після Кейлора Наваса та Ікера Касільяса, тому на поле не виходив. Всього за першу команду «Реалу» за усі роки перебування зіграв лише дві гри на Кубок Короля.
7 серпня 2015 року перейшов у «Алавес», проте «Реал» зберіг за собою право першочергового викупу гравця. В першому ж сезоні за баскський клуб Пачеко зіграв 40 матчів в національному чемпіонаті і допоміг команді виграти Сегунду та вийти в Ла Лігу.

## Виступи за збірні
2011 року дебютував у складі юнацької збірної Іспанії, разом з якою став переможцем юнацького (U-19) чемпіонату Європи 2011 року, взяв участь у 3 іграх на юнацькому рівні.
2011 року залучався до складу молодіжної збірної Іспанії, у складі якої був учасником молодіжного чемпіонату світу 2011 року. На молодіжному рівні зіграв у 12 офіційних матчах.

## Титули і досягнення
- Клубний чемпіон світу (1):

«Реал Мадрид»: 2014
- Юнацький (U-19) чемпіон Європи (1):

Іспанія U-19 : 2011